# Pietro di Martino

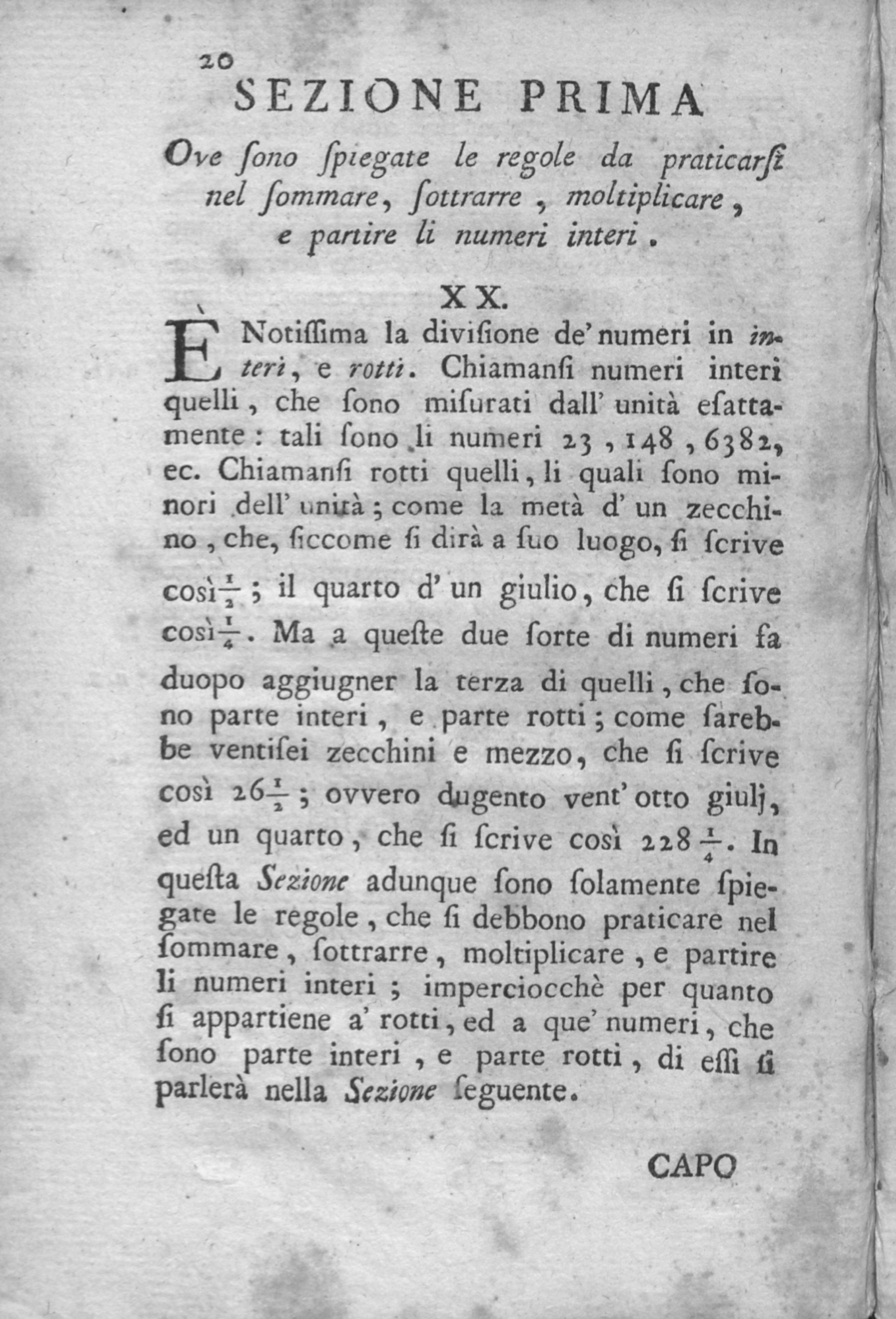
Nuove istituzioni di aritmetica pratica, première section, édition 1762

Pietro di Martino (ou Pietro de Martino), né le 31 mai 1707 à Faicchio et mort le 28 janvier 1746 à Naples, est un mathématicien et astronome italien.

## Biographie
Il était le frère de Angelo, professeur de physique médicale et de mathématiques à l'université de Naples, et de Nicola Antonio, professeur de mathématiques et directeur du Royal Corps of Engineers and Marine Guard. Il fut l'élève de Agostino Ariani et de Giacinto De Cristoforo. En 1732, il se rend à Bologne pour se spécialiser en astronomie sous la direction de Eustachio Manfredi et de Eustachio Zanotti. En 1735, sur proposition de Celestino Galiani, il est nommé par Charles de Bourbon professeur de la première chaire d'astronomie et de nauvigation à l'Université de Naples
Du monastère bénédictin de SS. Severino e Sossio, actuellement siège des Archives d'État de Naples, le 1er janvier 1735, il fit sa première observation du passage au méridien du Soleil avec un quadrant de Domenico Lusverg. A la fin de la campagne d'observation, il calcula la latitude de Naples avec une bonne précision.
Il fut membre de l'Académie des Sciences de l'Institut de Bologne (1732).

## Œuvres
- (it) Degli elementi della geometria piana composti da Euclide Megarese, e tradotti in italiano, ed illustrati, Naples, Alessio Pellecchia, 1785 (1re éd. 1736) (lire en ligne)
- (la) Philosophiae naturalis institutionum libri tres, Naples, Felice Carlo Mosca, 1738 (lire en ligne)
- (it) Nuove istituzioni di aritmetica pratica, Naples, Felice Carlo Mosca, 1739 (lire en ligne)
- (it) Nuove instituzioni di aritmetica pratica, Turin, Stamperia Reale, 1762 (1re éd. 1739) (lire en ligne)
- (la) De luminis refractione et motu, Naples, 1740 (lire en ligne)
- (la) De corporum quae moventur viribus, earumque aestimandarum ratione, Naples, Felice Mosca, 1741 (lire en ligne)